# Záborszky Alajos
Zábori Záborszky Alajos, Záborszky Alajos Antal (Várda, 1807. május 23. – Kaposvár, 1862. április 6.) nemesi reformpolitikus, ügyvéd, országgyűlési képviselő, majd miniszteri tanácsos és kormánybiztos.

## Élete
Záborszky Mihály somogyi másodalispán és Stefaits Julianna fia. Somogy vármegyében kezdte pályáját. Már 21 éves korában ügyvéd és táblabiró, 1836–37-ben Kossuth Lajos Törvényhatósági Tudósításainak somogyi levelezője, az 1840-es években pedig a Pesti Hírlapnál dolgozott. 1843-44-ben szerkesztette Pozsonyban a kőnyomatos Országgyűlési Tudósításokat. 1847-ben pénzügyi tanácsos lett; 1848-ban országgyűlési képviselővé választották és a ház jegyzője maradt Debrecenben is, majd miniszteri titkár, tanácsos és kormánybiztos lett. Kossuth híve volt. 1849-ben halálra ítélték, de súlyos betegsége miatt (ezalatt mozdították el Haynau-t is) a ítélet végrehajtása alól megmenekült.

## Munkái
1. A Pesti Hírlap elleni gyanúsítások és haladás. Pest, 1841. (Online)
2. Lengyelország hanyatlása és enyészetének okai. Pest, 1842.
3. Az úrbéri telkek örökös megváltásának terve és hasznai. Pozsony, 1843.
4. Az osztrák politika irányai. Pest, 1861.